# 金鸡村站
金鸡村站是位于广西壮族自治区南宁市的一个铁路车站，邮政编码530046。车站建于1952年，有湘桂铁路经过该站，现办理客货运业务，车站及其上下行区间均未电气化。车站距离衡阳站810公里，隶属南宁铁路局，是四等站。

## 业务办理
客运办理旅客乘降，行李，包裹托运业务。货运办理整车货物到发，不办理危险货物业务。